# 霍多沙鄉
46°38′0″N 24°49′0″E / 46.63333°N 24.81667°E
霍多沙鄉（羅馬尼亞語：Comuna Hodoșa, Mureș），是羅馬尼亞的鄉份，位於該國中部，由穆列什縣負責管轄，面積39平方公里，海拔高度481米，2007年人口1,368，人口密度每平方公里35人。